# Улублахський хребет
Улублахський хребет (вірм. Մեղրիի լեռնաշղթա) — гірський хребет на півдні Вірменії, в області  Сюнікській області; відрог Зангезурського хребта. Хребет відходить від вищої точки Зангезурського гірського ланцюга (гори Капутджух) на схід.
Складений гранітами і гранодіоритами. Хребет до висоти 2600 м покритий широколистяними деревами і чагарниками, вище — пишними альпійськими луками. Найвища точка — вершина Ахмечіт (3625 м), розташована у західній частині. Протяжність хребта становить 22 км.